# Dancing with the Stars (Albania)
Dancing with the Stars – albański program rozrywkowy oparty na międzynarodowym formacie Dancing with the Stars, emitowany w latach 2010–2018 na antenie telewizji Vizion + i od 2022 na antenie telewizji Top Channel.
W programie rywalizują ze sobą pary złożone z osobowości medialnej i profesjonalnego tancerza, które w każdym odcinku prezentują jeden z wybranych tańców towarzyskich. Ich występy oceniane są przez komisję jurorską, ale decydujący wpływ na wyniki odcinka mają telewidzowie. W finałowym odcinku konkurują ze sobą dwie pary, a faworyci widzów zdobywają główną nagrodę.

## Ekipa

### Jurorzy
| Juror              | Edycja | Edycja | Edycja | Edycja | Edycja | Edycja | Edycja | Edycja | Edycja |
| Juror              | 1.     | 2.     | 3.     | 4.     | 5.     | 6.     | 7.     | 8.     | 9.     |
| ------------------ | ------ | ------ | ------ | ------ | ------ | ------ | ------ | ------ | ------ |
| Ilir Shaqiri       | ●      | ●      | ●      | ●      | ●      | ●      | ●      |        | ●      |
| Valbona Selimllari |        |        |        |        |        |        |        | ●      | ●      |
| Lori Bala          |        |        |        |        |        |        |        |        | ●      |
| Olta Gixhari       |        |        |        |        |        |        |        |        | ●      |
| Armand Peza        |        |        |        |        |        |        |        | ●      |        |
| Dalina Buzi        |        |        |        |        |        |        |        | ●      |        |
| Kledi Kadiu        |        |        |        |        |        |        |        | ●      |        |
| Alfred Kaçinari    |        |        | ●      | ●      | ●      | ●      | ●      |        |        |
| Ema Andrea         |        |        |        | ●      | ●      | ●      | ●      |        |        |
| Julian Deda        |        |        |        |        |        |        | ●      |        |        |
| Milaim Zeka        |        |        |        |        | ●      |        |        |        |        |
| Iva Tiço           | ●      | ●      | ●      | ●      |        |        |        |        |        |
| Arian Çani         | ●      | ●      |        |        |        |        |        |        |        |

### Prowadzący
| Prowadzący     | Edycja | Edycja | Edycja | Edycja | Edycja | Edycja | Edycja | Edycja | Edycja |
| Prowadzący     | 1.     | 2.     | 3.     | 4.     | 5.     | 6.     | 7.     | 8.     | 9.     |
| -------------- | ------ | ------ | ------ | ------ | ------ | ------ | ------ | ------ | ------ |
| Bora Zemani    |        |        |        |        |        |        |        | ●      | ●      |
| Eno Popi       |        |        |        |        |        |        |        | ●      | ●      |
| Rudi Hizmo     |        |        |        |        |        | ●      | ●      |        |        |
| Almeda Abazi   |        |        |        |        |        |        | ●      |        |        |
| Amarda Toska   |        | ●      | ●      |        | ●      | ●      |        |        |        |
| Drini Zeqo     |        |        |        |        | ●      |        |        |        |        |
| Armina Mevlani |        |        |        | ●      |        |        |        |        |        |
| Jonida Maliqi  |        |        |        | ●      |        |        |        |        |        |
| Ermal Mamaqi   |        | ●      | ●      |        |        |        |        |        |        |
| Alketa Vejsiu  | ●      |        |        |        |        |        |        |        |        |
| Genti Zotaj    | ●      |        |        |        |        |        |        |        |        |

## Uczestnicy

### Pierwsza edycja (2010)
- Ligia Zacarias i Julind Dervishi
- Jonida Shehu i Davide Zongolli
- Klodiana Shala i Ervis Nallbani
- Nik Xhelilaj i Olta Ahmetaj
- Roland Hysi (Landi) i Loreta Bala
- Vasjan Lami i Rovena
- Viktor Zhysti i Isida Mullaymeri
- Soni Malaj i Mirko Luccarelli
- Julian Deda i Ledia Sulaj
- Genta Ismajli i Dion Gjinika
- Eli Fara i Gerd Vaso
- Oni Pustina i Greta Hushi – zwycięzcy

### Druga edycja (2011)
- Agnesa Vuthaj i Simone Pigliacelli
- Arian Konomi i Odeta Dishnica
- Eloise Le Petit i Fatjon Lito
- Big Basta i Olta Ahmetaj
- Vesa Luma i Endrit Shkoza
- Shpat Kasapi i Isida Mollaymeri
- Mimoza Ahmeti i Ervis Nallbani
- Hervin Çuli i Rovena Shqevi
- Çiljeta Xhilaga i Dion Gjinika
- Olsi Mingomataj i Jonida Boka
- Olta Gixhari i Janer Veranes
- Enver Petrovci i Loreta Bala - zwycięzcy

### Ósma edycja (2022)
| Miejsce | Celebryta     | Mistrz tańca      |
| ------- | ------------- | ----------------- |
| 1.      | Sara Hoxha    | Luixhino Hala     |
| 2.      | Ardit Cuni    | Jora Hodo         |
| 2.      | Elhaida Dani  | Ledian Agallijaj  |
| 2.      | Megi Pojani   | Jurgen Bala       |
| 5.      | Isli Islami   | Ledia Sulaj       |
| 6.      | Salsano Rrapi | Lori Bala         |
| 7.      | Julka Gramo   | Silvester Shuta   |
| 8.      | Arbër Çepani  | Erisa Govaci      |
| 9.      | Debora Keci   | Niko Spiro        |
| 10.     | Gent Hazizi   | Emanuela Omeri    |
| 11.     | Elona Duro    | Anxhelo Mucollari |
| 12.     | Irini Qirjako | Eltion Merja      |
| 13.     | Alban Nimani  | Odeta Dishnica    |
| 14.     | Ilir Dushkaj  | Frenki Ziaj       |

### Dziewiąta edycja (2023)
| Miejsce | Celebryta         | Mistrz tańca                                   |
| ------- | ----------------- | ---------------------------------------------- |
| 1.      | Enxhi Nasufi      | Silvester Shuta                                |
| 2.      | Sardi Strugaj     | Erisa Govaci (odc. 1–6) Ensa Llaci (odc. 8–13) |
| 3.      | Arnita Beqiraj    | Eni Balla                                      |
| 3.      | Fifi              | Graciano Tagani                                |
| 5.      | Eni Shehu         | Odeta Dishnica                                 |
| 5.      | Irgen Çela        | Joana Janushi (odc. 1–6) Jora Hodo (odc. 7–12) |
| 7.      | Atalanta Kërcyku  | Luixhino Hala                                  |
| 8.      | Juliana Nura      | Dion Gjinika                                   |
| 9.      | Ina Kollçaku      | Eltion Merja                                   |
| 10.     | Elvis Pupa        | Jora Hodo                                      |
| 11.     | Ronaldo Sharka    | Frenki Ziaj                                    |
| 12.     | Roerd Toçe        | Ensa Llaci                                     |
| 13.     | Armaldo Kllogjeri | Marjana Shkreta                                |
| 14.     | Saimir Korreshi   | Livia Lara                                     |
| 15.     | Sara Karaj        | Erind Sallahi                                  |